# Redfoo
Stefan Kendal Gordy, művész nevén jobban ismert Redfoo DJ, énekes, dalszerző, táncos és amerikai lemezkiadó, Barry Gordy fiatalabb fia. 2006-ban alakította meg az LMFAO csoportot, köztük a Party Rock Anthem és a Sexy and I Know It híres dalait. 2013-ban a Let's Get Ridiculous négyszeres platinalemez lett Ausztráliában.

## Diszkográfia

### Stúdió albumok
| Cím                     | Album megjelenés                                                                                                | Lista helyezés | Lista helyezés | Lista helyezés | Lista helyezés | Lista helyezés | Lista helyezés | Lista helyezés | Lista helyezés | Lista helyezés | Lista helyezés | Eladás                     | Helyezések  |  |
| Cím                     | Album megjelenés                                                                                                | US             | AUS            | CAN            | FRA            | GER            | IRE            | NLD            | NZ             | SWI            | UK             | Eladás                     | Helyezések  |  |
| ----------------------- | --- | -------------- | -------------- | -------------- | -------------- | -------------- | -------------- | -------------- | -------------- | -------------- | -------------- | -------------------------- | ----------- |  |
| Balance Beam            | - Megjelenés: 1997 - Kiadó: Bubonic Records - Formátum: CD                                                      | -              | —              | -              | -              | —              | —              | —              | —              | —              | —              | -                          | -           |  |
| Party Rock              | - Megjelenés: 2009. július 7. - Kiadó: Interscope - Formátum: CD, digitális letöltés                            | 33             | —              | 40             | 56             | —              | —              | —              | —              | —              | —              | - US: 210,000              | - CAN: Gold |  |
| Sorry for Party Rocking | - Megjelenés: 2011. június 21. - Kiadó: Interscope - Formátum: CD, digitális letöltés                           | 5              | 2              | 2              | 6              | 19             | 11             | 40             | 2              | 13             | 8              | - US: 49,700 - CAN: 12,600 | - AUS: Gold |  |
| Party Rock Mainson      | - Megjelenés: 2016. Március 13. - Kiadó: Party Rock Records Records - Formátum:Compact Disc, CD, Music download | -              | —              | -              | -              | —              | —              | —              | —              | —              | —              | -                          | -           |  |

### EP-k
| Cím           | EP                                                                                          |
| ------------- | ------------------------------------------------------------------------------------------- |
| Party Rock EP | - Megjelent: 2008. július 1. - Kiadó: Interscope Recorda - Formátum: CD, digitalis letöltés |

### Dal
- I Am Miami Trink (2008)
- La La La (2008)
- Shots (2009)
- Yes (2010)
- Party Rock Anthem (2010)
- Champagne Showers (2011)
- Sexy and I Know It (2011)
- One Day (2011)
- Sorry for Party Rocking  (2012)
- Bring Out the Bottles (2012)
- I'll Award You with My Body (2013)
- Let's Get Ridiculous (2013)
- New Thang (2014)
- Juice Wiggle (2015)
- Where the Sun Goes (2016)
- Booty Man (2016)
- Ligths Out (2016)
- Brand New Day (2017)
- Sock It To Ya (2017)